# Canon de 138 mm modèle 1910
Pour les articles homonymes, voir Canon de 138 mm.
Le canon de 14 cm modèle 1910 souvent appelé (à tort) 138 mm modèle 1910 est un canon naval de calibre 138,6 mm conçu au début du XXe siècle. Il n'y a que cette année-modèle de 1910 dont le calibre s'exprime en cm, les prédécesseurs s'expriment en millimètres avec la virgule pour désigner les dixièmes, les modèles suivant ont le calibre exprimé en millimètres arrondis.
Certaines pièces furent montées sur des affuts terrestres en 1916 et utilisées lors de la Bataille de Verdun. D'autres furent utilisées en artillerie côtière.

## Historique

### Variations d'appellation
Les différentes appellations tiennent aux choix successifs des commandants du ministère de la Marine pour se différencier du ministère de la Guerre.
En effet, de manière générale, si les calibres expriment bien le diamètre du projectile , les munitions ne sont absolument pas interchangeables en raison de la charge de propulsion qui peut être contenue dans une gargousse ou une douille qui peut elle même varier en forme, taille, poids de poudre, etc.  (ex : 65 mm de montagne et 65 mm de débarquement).
L'artillerie de côte, installée sur le rivage pour la défense maritime, exprime ses calibres en centimètre ou en millimètre en fonction de son affectation au ministère de la Guerre, de la Marine, ou des Colonies. Les pièces installées par un ministère mais utilisées par un autre, sont toujours appelées par leur nomenclature d'appartenance.
Les canons modèle 1910 portent tous sur la frette de culasse l'appellation réglementaire de « 14 cm mle 1910 ».

### Utilisation
À bords des navires
Canon de calibre médian, le 14 cm modèle 1910 équipe des navires de la Marine française lors des deux guerres mondiales. Il est installé sur les cuirassés des classes Courbet et Bretagne comme armement secondaire et sur les avisos de la classe Arras comme armement principal. Il est aussi utilisé dans des batteries côtières.
À terre
Ce type de canon fut exceptionnellement utilisé à terre par les marins de Lorient notamment sur le front de Verdun de 1914 à 1916 où 14 d'entre eux furent capturés par les troupes allemandes. 
Ces canons, usés, furent retubés en calibre 145 mm par Schneider à partir de 1916 et installés sur des affûts classiques à roues.

### De nos jours
La commune d'Herméville-en-Woëvre a bénéficié en 2012 d'une mise à disposition gracieuse par le ministère de la Défense d'un canon de ce modèle jusqu'alors stocké sur le site de Gâvres. Celui-ci a été restauré et remis en place dans une position terrestre équipée de ce canon en 1915. Le canon y est présenté, dans un parcours pédestre libre d'accès, sur son affût dans la casemate de tir ainsi que l'arbre observatoire qui guidait les tirs du canons.

## Munitions
Les canons de 138,6 mm; 14 cm et 138 mm utilisent tous la même munition.
Les 10,4 kg de charge propulsive sont contenus dans une douille qui est la même pour tous les canons français de ce calibre (138,6 mm; 140 mm; 138 mm) quel que soit le modèle (1889; 1891; 1893 et 1910).
La portée est d'origine de 10 km, l'augmentation de l'angle de tir et les munitions ayant un aérodynamisme amélioré mise au point la porte à 19 km en 1934